# Alexandre Arquillière
Alexandre Arquillière (Boën-sur-Lignon, 18 aprile 1870 – Saint-Étienne, 9 giugno 1953) è stato un attore francese.

## Filmografia parziale
- L'homme aux gants blancs, regia di Albert Capellani (1908)
- L'assommoir, regia di Albert Capellani (1908)
- Zigomar, roi des voleurs, regia di Victorin-Hippolyte Jasset (1911)
- Zigomar contro Nick Carter (Zigomar contre Nick Carter), regia di Victorin-Hippolyte Jasset (1912)
- La sorridente signora Beudet (La souriante Madame Beudet), regia di Germaine Dulac (1923)
- Le bled, regia di Jean Renoir (1929)
- I prigionieri del sogno (La fin du jour), regia di Julien Duvivier (1939)